# Christian Almer
Christian Almer (* 29. März 1826 in Grindelwald im Berner Oberland/Schweiz; † 17. Mai 1898 ebenda) war ein Schweizer Bergführer.

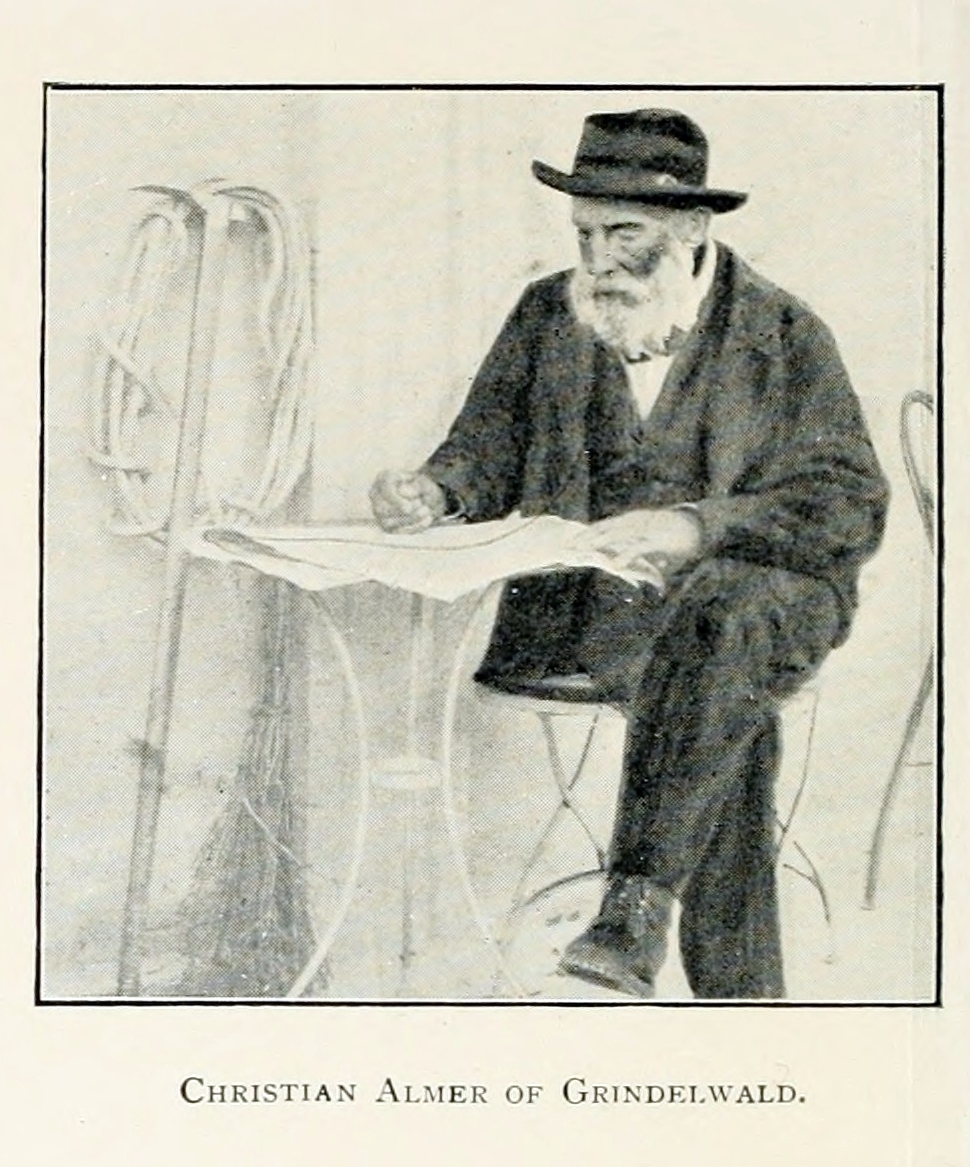
Christian Almer

## Leben
Christian Almer galt, wie sein Zeitgenosse Melchior Anderegg aus Meiringen, als einer der besten und bereits zu Lebzeiten legendären Bergführer der ersten Generation. Er führte seine Herren nicht nur in die heimischen Berner Alpen, sondern weit darüber hinaus zu ihren Gipfelerfolgen. Zentren seiner Tätigkeit waren neben den Berner Bergen die Walliser Alpen, das Mont-Blanc-Gebiet und die Dauphiné-Alpen. Mit vielen Erstbesteigungen oder ersten Winterbegehungen machte er sich als Alpinist erster Güte einen Namen. Er führte das Who-is-who seiner Zeit, darunter Edward Whymper, W. A. B. Coolidge, Adolphus Warburton Moore, Leslie Stephen und Gottlieb Samuel Studer.
Christian Almer war ab 1846 mit Margaritha Kaufmann verheiratet. Sein Sohn Ulrich Almer (* 8. Mai 1849 in Grindelwald; † 4. September 1940 in Grindelwald), mit dem er viele Bergfahrten gemeinsam unternahm, war ebenfalls als Bergführer tätig.
Die Sommer seiner Kindheit und Jugend verbrachte Christian Almer als Schaf- und Ziegenhirt. Bereits in den vierziger Jahren des neunzehnten Jahrhunderts begleitete er Touristen bei ersten Bergbesteigungen. Als erste Führertätigkeit gilt ein gescheiterter Besteigungsversuch der Jungfrau, die er am 13. September 1851 von Grindelwald aus über die Mönchsjöcher zu erreichen versuchte. 1854 erstieg er alle drei Wetterhörner innerhalb eines Jahres. Vier Jahre später standen er und Charles Barrington mit Peter Bohren als erste Menschen auf dem Eigergipfel, der zu jener Zeit ebenso als unbesteigbar galt wie das Matterhorn im Wallis.
Nach einer Winterbesteigung der Jungfrau Anfang 1885 mussten Almer sämtliche Zehen des rechten Fusses amputiert werden. Trotzdem setzte er seine Führertätigkeit fort. Noch 1895, mit fast 70 Jahren, führte er eine Seilschaft über das Bietschhorn. Seine goldene Hochzeit feierte er mit seiner Frau, zwei Söhnen und einer Tochter am 22. Juni 1896 auf dem Wetterhorn. Im folgenden Jahr beendete er seine alpinistische Karriere wiederum mit einer Besteigung des Wetterhorns, dem Gipfel, mit dem ihn so vieles verband. Seine Kräfte verliessen ihn plötzlich und rasch. Almer starb am 17. Mai 1898 in Grindelwald.

## Erstbesteigungen durch Christian Almer (Auszug)
- 1857 Mönch (Berner Alpen)
- 1858 Eiger (Berner Alpen)

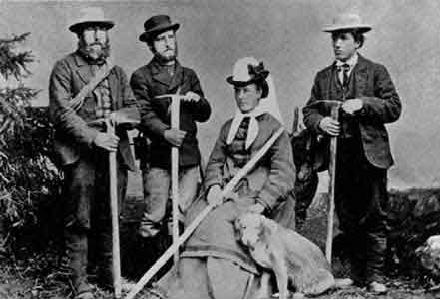
Christian und Ulrich Almer, Meta Brevoort und ihr Neffe W. A. B. Coolidge

- 1862 Gross Fiescherhorn (Berner Alpen)
- 1864 Barre des Écrins (Dauphiné)
- 1865 Aiguille Verte (Mont-Blanc-Gruppe)
- 1865 Grandes Jorasses, Pointe Whymper (Mont-Blanc-Gruppe)
- 1865 Nesthorn (Berner Alpen)
- 1867 Kleines Schreckhorn (Berner Alpen)
- 1870 L’Ailefroide (Dauphiné)
- 1874 Mont Thuria (Grajische Alpen)
- 1876 Les Droites, Westgipfel (Mont-Blanc-Gruppe)
- 1877 Pic Coolidge (Dauphiné)
- 1878 Aiguille Arves Méridonale (Dauphiné)
- 1878 Aiguille de l’Epaisseur (Dauphiné)
- 1881 Visolotto (Cottische Alpen)
- 1884 Pointe de Soliette (Grajische Alpen)